# سانتياغو فيرا
سانتياغو فيرا (بالإسبانية: Santiago Vera) هو لاعب كرة قدم أرجنتيني، ولد في 12 ديسمبر 1998 في إيسيدرو كاسانوفا في الأرجنتين. لعب مع ريفر بليت.

## وصلات خارجية
- سانتياغو فيرا على موقع قاعدة بيانات كرة القدم.إي يو (الإنجليزية)
- سانتياغو فيرا على موقع Soccerway.com (الإنجليزية)